# The History of India, as Told by Its Own Historians

The History of India, as Told by Its Own Historians (L'Histoire de l'Inde, comme dit par ses propres historiens) est un livre composé de traductions de chroniques médiévales en persan basé sur le travail de Henry Miers Elliot (en). Il a été publié à l'origine comme un ensemble de huit volumes entre 1867-1877 à Londres.
Le livre a été réimprimé plusieurs fois et est également disponible en ligne.
En 1903, Stanley Lane-Poole, a salué les efforts de Elliot et Dowson, en disant : « To realise Medieval India there is no better way than to dive into the eight volumes of the priceless History of India as Told by its Own Historians which Sir H. M. Elliot conceived and began and which Professor Dowson edited and completed with infinite labour and learning. It is a revelation of Indian life as seen through the eyes of the Persian court annalists. It is, however, a mine to be worked, not a consecutive history, and its wide leaps in chronology, its repetitions, recurrences, and omissions, render it no easy guide for general readers ».